# Díode tèrmic
El terme "díode tèrmic" pot referir-se a:
- un dispositiu (possiblement no elèctric) que permet que la calor flueixi preferentment en una direcció;
- un díode elèctric (semiconductor) en referència a un efecte o funció tèrmica;
- o pot descriure ambdues situacions, on s'utilitza un díode elèctric com a bomba de calor o refrigerador termoelèctric.[1]

## Flux de calor unidireccional
Un díode tèrmic en aquest sentit és un dispositiu la resistència tèrmica del qual és diferent per al flux de calor en una direcció que per al flux de calor en l'altra direcció. És a dir, quan el primer terminal del díode tèrmic és més calent que el segon, la calor fluirà fàcilment del primer al segon, però quan el segon terminal és més calent que el primer, fluirà poca calor del segon al primer.
Aquest efecte es va observar per primera vegada en una interfície coure-òxid cuprós per Chauncey Starr als anys trenta. A partir de l'any 2002 es van proposar models teòrics per explicar aquest efecte. L'any 2006 es van construir els primers díodes tèrmics microscòpics d'estat sòlid. A l'abril del 2015, investigadors italians del CNR van anunciar el desenvolupament d'un díode tèrmic de treball, publicant els resultats a Nature Nanotechnology.
Els sifons tèrmics poden actuar com un flux de calor unidireccional. Els tubs de calor que funcionen per gravetat també poden tenir aquest efecte.

## Efecte o funció tèrmica del díode elèctric
Un dispositiu sensor incrustat en microprocessadors utilitzat per controlar la temperatura de la matriu del processador també es coneix com a "díode tèrmic".
Aquesta aplicació del díode tèrmic es basa en la propietat dels díodes elèctrics de canviar la tensió a través d'ell linealment segons la temperatura. A mesura que augmenta la temperatura, la tensió directa dels díodes disminueix. Els microprocessadors que tenen una velocitat de rellotge elevada es troben amb càrregues tèrmiques elevades. Per controlar els límits de temperatura s'utilitzen díodes tèrmics. Normalment es col·loquen a la part del nucli del processador on es troba la temperatura més alta. El voltatge desenvolupat a través d'ell varia amb la temperatura del díode. Totes les CPU AMD i Intel modernes, així com les GPU AMD i Nvidia tenen díodes tèrmics en xip. Com que el sensor es troba directament a la matriu del processador, proporciona lectures de temperatura de CPU i GPU més locals i rellevants. Els díodes de silici tenen una dependència de la temperatura de -2 mV per grau Celsius. Així, la temperatura de la unió es pot determinar fent passar un corrent establert a través del díode i després mesurant la tensió desenvolupada a través d'ell. A més dels processadors, la mateixa tecnologia s'utilitza àmpliament en els circuits integrats de sensors de temperatura dedicats.

## Bomba de calor o refrigerador termoelèctric
N'hi ha de dos tipus. S'utilitza semiconductor, o metall menys eficient, és a dir, termoparells, treballant sobre els principis de l'efecte Peltier-Seebeck. L'altre es basa en els tubs de buit i els principis d'emissió termoiònica.